# 李元嘉
李元嘉（619年—688年），字元嘉，唐高祖李淵的第十一子。立为韓王。武则天主政时期被赐死。

## 生平
母宇文昭儀，受高祖寵愛，高祖即位後，想立她為皇后，宇文昭儀固辞不受。李元嘉因母親受寵愛，而特受高祖的寵愛，高祖即位後生的儿子没有比得上的。元嘉少聪俊。左手画圆，右手画方，口诵经史，目数群羊，兼成四十字诗，一时而就，足书五言一绝：六事齐举。代号“神仙童子”。
621年，封宋王，徙封徐王。632年，受实封七百户，为潞州刺史。到潞州上任时年十五。母亲宇文太妃卧病在床时，李元嘉听聞後涕泣絶食。宇文太妃发喪，李元嘉哀哭过礼，哥哥唐太宗感动而安慰他。元嘉好学問，藏書万卷，搜集古代碑文，愛好解析古文字異同。与同母弟李灵夔非常友爱，平时就像庶民兄弟一样。李元嘉娶房玄龄的女儿为妻。
635年，任右領軍大将軍。636年，改封韓王，任潞州都督。649年，加增实封千户。唐高宗末年，转任泽州刺史。武则天主政时，進太尉、定州刺史。
垂拱年間，李元嘉任絳州刺史。688年，李元嘉之子李与越王李貞、李沖父子糾合李氏宗室举兵反对武则天，李沖敗于济州，李元嘉在洛陽被捕，賜死。
武則天改李元嘉、李譔為虺氏，直至唐中宗神龍革命而復辟，李元嘉父子恢复生前爵位，並還復李姓。

## 家庭

### 王妃
- 清河房氏，开府仪同三司、司空、梁文昭公房玄龄之女
- 樊无量寿，生李讷，天宝七载去世，虚岁九十六

### 子女
- 長子：李訓，潁川郡王，早亡。
- 次子：李誼，武陵郡王、濮州刺史，688年与父弟連坐而死。
  - 李野，楚国公。
- 三子：李諶，上党郡公、杭州別駕，688年与父弟連坐而死。
- 四子：李，黄国公、通州刺史，起兵呼应越王李貞，688年与父一同被賜死；
- 五子：李訥，神龍初年嗣韓王爵位。妃杜氏，為杜思温女。
  - 孙：李叔璩，太子谕德、袭韩王。
    - 曾孙：李炜，嗣郓王。

  - 孙：李叔琄，太僕寺丞。
  - 孙：李叔璵，左领军卫长史。
  - 孙：李叔㻀，棣王府主簿，妻杜氏。
  - 孙：李叔珽
  - 孙女：李氏
- 女：南海县主李氏，法号弥勒，长孙希古妻，显庆元年（656年）—景云元年八月十五日（710年9月21日）。

## 传記資料
- 《旧唐書》卷六十四·列传第十四·韓王元嘉传
- 《新唐書》卷七十九·列传第四·韓王元嘉传

| 前任： 长孙无忌 | 唐朝太尉 683年—685年 | 繼任： 李旦 |